# Liste des Premiers ministres de Lituanie
Le Premier ministre lituanien est à la tête de l'exécutif et est choisi par le Parlement (appelé Seimas). À la suite de l'indépendance de la Lituanie, la transition constitutionnelle liée à la chute de l'Union soviétique fut gérée par une grande coalition de tous les partis soutenant l'indépendance appelée Sąjūdis (Unité).
Historiquement, le titre de Premier ministre a aussi été utilisé entre la fin de la monarchie en 1918 et l'annexion par l'URSS en 1940.

## Évolution
Le titre du chef du gouvernement lituanien a évolué:
- 1918-1940 : ministre-président ;
- 1940-1990 : président du Conseil des ministres (Lituanie dans l'URSS) ;
- 1990-1992 : président du Conseil des ministres ;
- depuis 1992 : Premier ministre.

## Ministres-présidents lituaniens de1918à1940
| Nom | Investiture           | Fin du mandat     | Parti             |
| --- | --------------------- | ----------------- | ----------------- |
| 1   | Augustinas Voldemaras | 11 novembre 1918  | 26 décembre 1918  |
| 2   | Mykolas Sleževičius   | 26 décembre 1918  | 12 mars 1919      |
| 3   | Pranas Dovydaitis     | 12 mars 1919      | 12 avril 1919     |
| 4   | Mykolas Sleževičius   | 12 avril 1919     | 7 octobre 1919    |
| 5   | Ernestas Galvanauskas | 7 octobre 1919    | 19 juin 1920      |
| 6   | Kazys Grinius         | 19 juin 1920      | 2 février 1922    |
| 7   | Ernestas Galvanauskas | 2 février 1922    | 23 février 1923   |
| 8   | Ernestas Galvanauskas | 23 février 1923   | 29 juin 1923      |
| 9   | Ernestas Galvanauskas | 29 juin 1923      | 18 juin 1924      |
| 10  | Antanas Tumėnas       | 18 juin 1924      | 4 février 1925    |
| 11  | Vytautas Petrulis     | 4 février 1925    | 25 septembre 1925 |
| 12  | Leonas Bistras        | 25 septembre 1925 | 15 juin 1926      |
| 13  | Mykolas Sleževičius   | 15 juin 1926      | 17 décembre 1926  |
| 14  | Augustinas Voldemaras | 17 décembre 1926  | 23 septembre 1929 |
| 15  | Juozas Tūbelis        | 23 septembre 1929 | 12 juin 1934      |
| 16  | Juozas Tūbelis        | 12 juin 1934      | 6 septembre 1935  |
| 17  | Juozas Tūbelis        | 6 septembre 1935  | 24 mars 1938      |
| 18  | Vladas Mironas        | 24 mars 1938      | 5 décembre 1939   |
| 19  | Vladas Mironas        | 5 décembre 1939   | 28 mars 1939      |
| 20  | Jonas Černius         | 28 mars 1939      | 21 novembre 1939  |
| 21  | Antanas Merkys        | 21 novembre 1939  | 17 juin 1940      |

## Présidents du ConseilpuisPremiers ministres lituaniens depuis l'indépendance
| Nom  | Nom | Nom                   | Dates                                                            | Gouvernement(s)            | Parti       |
| ---- | --- | --------------------- | ---------------------------------------------------------------- | -------------------------- | ----------- |
| 1    |     | Kazimira Prunskienė   | 17 mars 1990 - 10 janvier 1991 (9 mois et 24 jours)              | Prunskienė                 | LKDP        |
| 2    |     | Albertas Šimėnas      | 10 - 13 janvier 1991 (3 jours)                                   | Šimėnas                    | LKDP        |
| 3    |     | Gediminas Vagnorius   | 13 janvier 1991 - 21 juillet 1992 (1 an, 6 mois et 8 jours)      | Vagnorius I                | Sąjūdis     |
| 4    |     | Aleksandras Abišala   | 21 juillet - 2 décembre 1992 (4 mois et 11 jours)                | Abišala                    | Sąjūdis     |
| 5    |     | Bronislovas Lubys     | 2 décembre 1992 - 10 mars 1993 (3 mois et 8 jours)               | Lubys                      | LDDP        |
| 6    |     | Adolfas Šleževičius   | 10 mars 1993 - 15 février 1996 (2 ans, 11 mois et 5 jours)       | Šleževičius                | LDDP        |
| 7    |     | Laurynas Stankevičius | 15 février - 27 novembre 1996 (9 mois et 12 jours)               | Stankevičius               | LDDP        |
| 8    |     | Gediminas Vagnorius   | 27 novembre 1996 - 4 mai 1999 (2 ans, 5 mois et 7 jours)         | Vagnorius II               | TS-LK       |
| a.i. |     | Irena Degutienė       | 5 - 18 mai 1999 (13 jours)                                       | Vagnorius II               | TS-LK       |
| 9    |     | Rolandas Paksas       | 18 mai - 27 octobre 1999 (5 mois et 9 jours)                     | Paksas I                   | TS-LK       |
| a.i. |     | Irena Degutienė       | 27 octobre - 3 novembre 1999 (7 jours)                           | Paksas I                   | TS-LK       |
| 10   |     | Andrius Kubilius      | 3 novembre 1999 - 26 octobre 2000 (11 mois et 23 jours)          | Kubilius I                 | TS-LK       |
| 11   |     | Rolandas Paksas       | 26 octobre 2000 - 20 juin 2001 (7 mois et 25 jours)              | Paksas II                  | LLS         |
| a.i. |     | Eugenijus Gentvilas   | 20 juin - 3 juillet 2001 (13 jours)                              | Paksas II                  | LLS         |
| 12   |     | Algirdas Brazauskas   | 3 juillet 2001 - 1er juin 2006 (4 ans, 10 mois et 29 jours)      | Brazauskas I Brazauskas II | LSDP        |
| a.i. |     | Zigmantas Balčytis    | 1er juin - 4 juillet 2006 (1 mois et 3 jours)                    | Brazauskas I Brazauskas II | LSDP        |
| 13   |     | Gediminas Kirkilas    | 4 juillet 2006 - 26 novembre 2008 (2 ans, 4 mois et 22 jours)    | Kirkilas                   | LSDP        |
| 14   |     | Andrius Kubilius      | 26 novembre 2008 - 13 novembre 2012 (3 ans, 11 mois et 18 jours) | Kubilius II                | TS-LKD      |
| 15   |     | Algirdas Butkevičius  | 13 novembre 2012 - 22 novembre 2016 (4 ans et 9 jours)           | Butkevičius                | LSDP        |
| 16   |     | Saulius Skvernelis    | 22 novembre 2016 - 25 novembre 2020 (4 ans et 3 jours)           | Skvernelis                 | Sans        |
| 17   |     | Ingrida Šimonytė      | 25 novembre 2020 - 12 décembre 2024 (4 ans et 17 jours)          | Šimonytė                   | Sans/TS-LKD |
| 18   |     | Gintautas Paluckas    | 12 décembre 2024 - 4 août 2025 (7 mois et 23 jours)              | Paluckas                   | LDSP        |
| a.i. |     | Rimantas Šadžius      | depuis le 4 août 2025 (2 jours)                                  | Paluckas                   | LDSP        |